# Cosmosoma sandion
Cosmosoma sandion är en fjärilsart som beskrevs av Druce 1910. Cosmosoma sandion ingår i släktet Cosmosoma och familjen björnspinnare. Inga underarter finns listade i Catalogue of Life.